# Lonchaea fugax
Lonchaea fugax är en tvåvingeart som beskrevs av Becker 1895. Lonchaea fugax ingår i släktet Lonchaea och familjen stjärtflugor. Arten är reproducerande i Sverige. Inga underarter finns listade i Catalogue of Life.